# Rádlo (přírodní památka)
Rádlo je přírodní památka na severním okraji obce Rádlo v okrese Jablonec nad Nisou. Oblast spravuje Agentura ochrany přírody a krajiny ČR.
Přírodní památka je souborem stanovišť typických pro podhorskou krajinu. Nachází se zde potoční niva s břehovým porostem, kosená orchideová louka, druhotná olšina se zbytky lužní vegetace a rašeliniště. Celková výměra památky činí 3,2367 ha.
Při jižní hranici se nachází vyhloubená tůňka napájena vodou z Rádelského potoka, která je určena jako biotop pro rozmnožování obojživelníků. Tůňka byla v roce 2003 odbahněna a v současné době je funkčním biotopem čolka obecného (Ichthyosaura alpestris) a čolka horského (Ichthyosaura alpestris), užovky obojkové (Natrix natrix) a skokana hnědého (Rana temporaria).
Chráněným územím vede naučná stezka s pěti zastaveními.

## Předmět ochrany
Předmětem ochrany v přírodní památce Rádlo jsou mokřadní společenstva s výskytem zvláště chráněných druhů rostlin a živočichů jako jsou prstnatec májový (Dactylorhiza majalis), prstnatec Fuchsův (Dactylorhiza fuchsii), vachta trojlistá (Menyanthes trifoliata), rosnatka okrouhlolistá (Drosera rotundifolia), tučnice obecná (Pinguicula vulgaris), všivec bahenní (Pedicularis palustris) a další.
Populace významných druhů rostlin jsou stabilní a vitální, hrázky na potoce vybudované v rámci ochranářských zásahů splnily účel a zachovaly vysokou hladinu spodní vody v území.

## Galerie

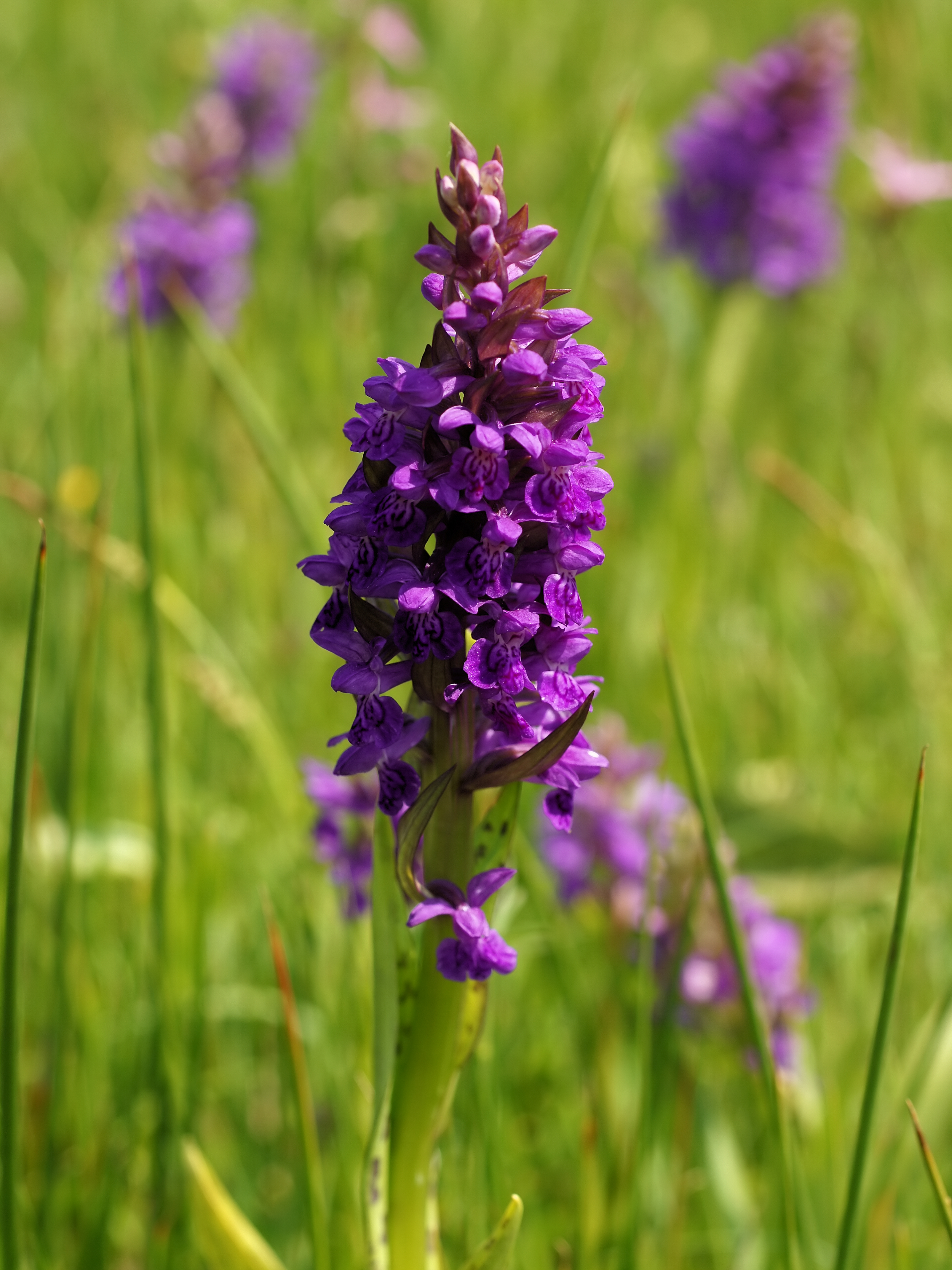
Prstnatec májový
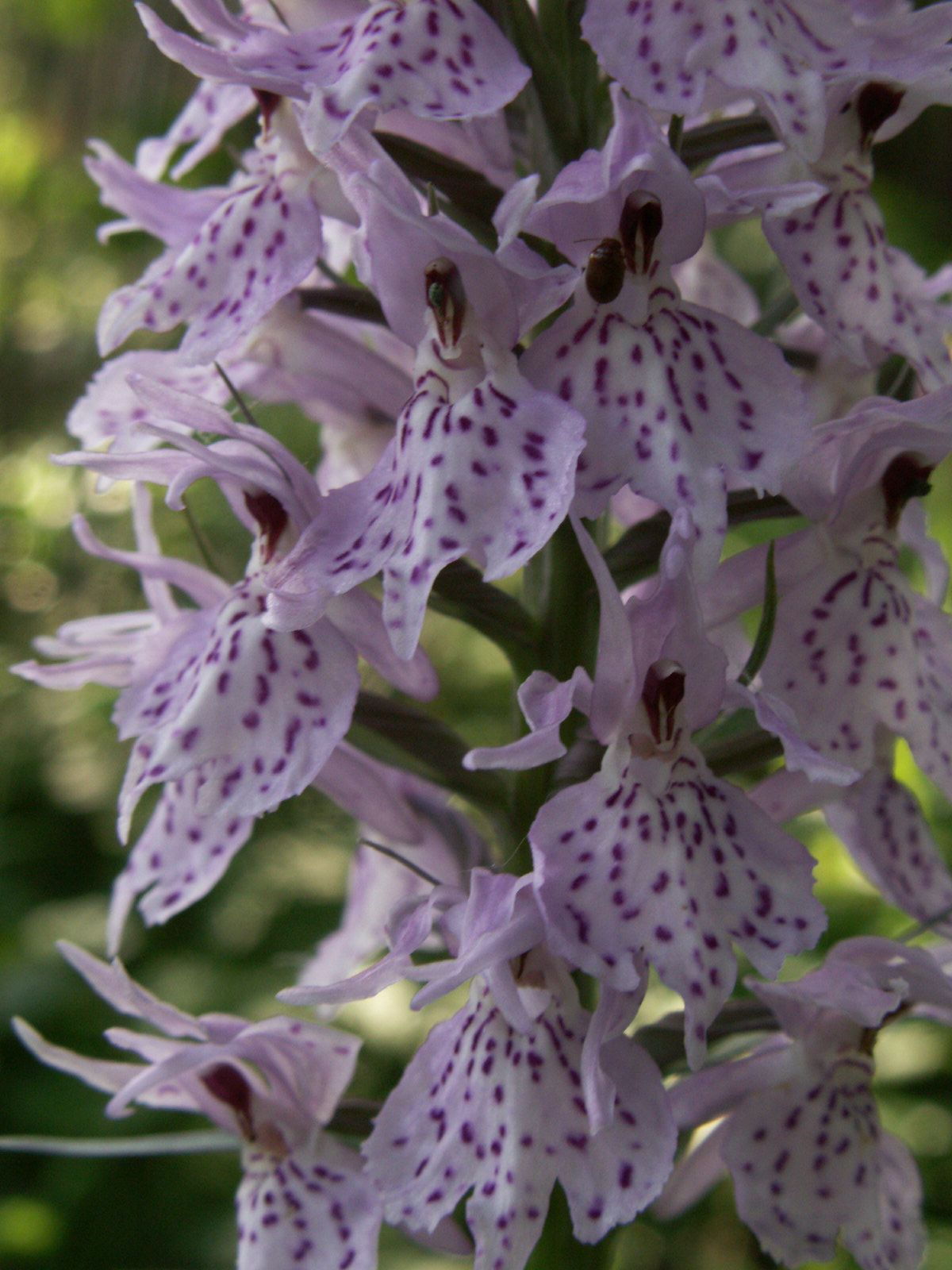
Prstnatec Fuchsův
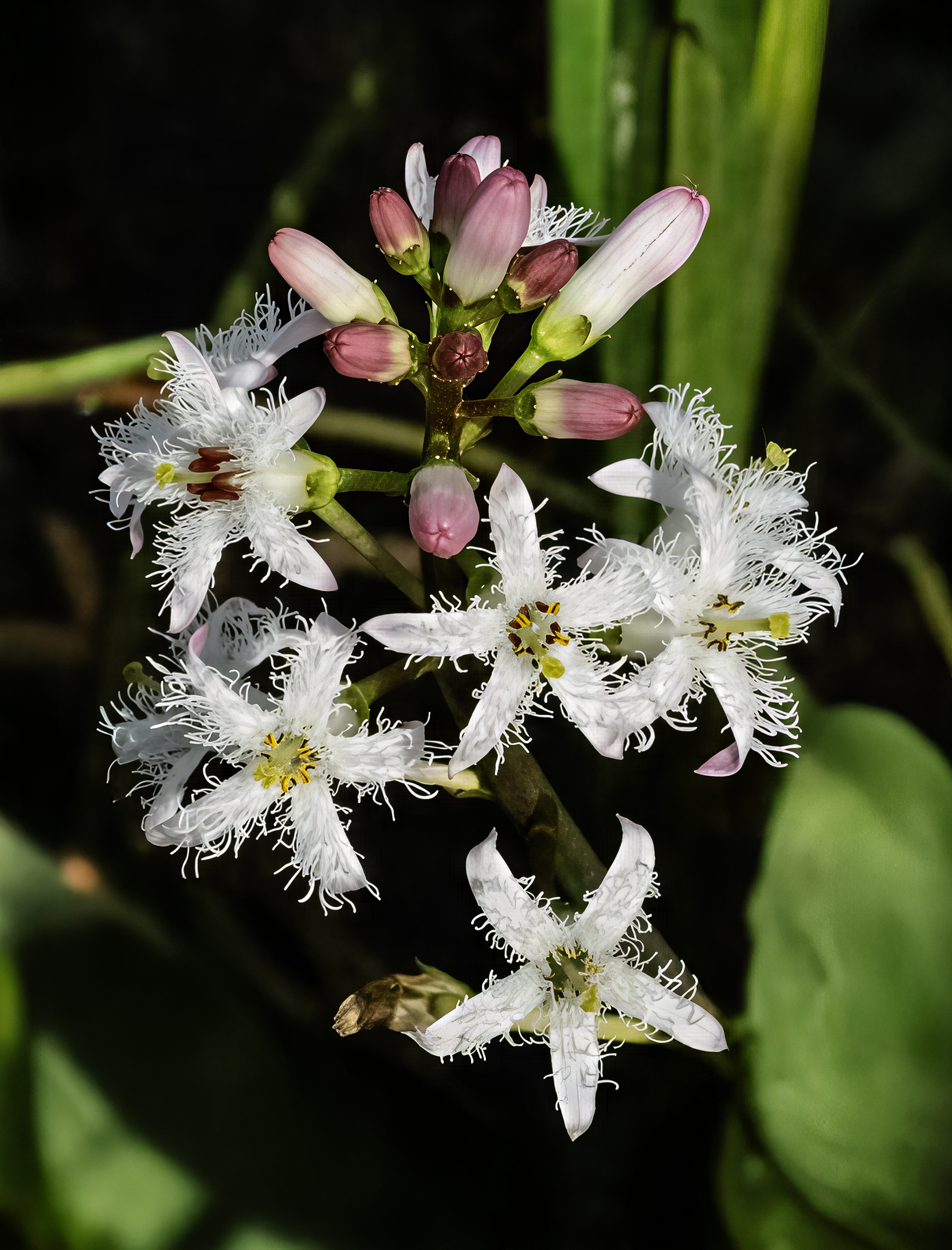
Vachta trojlistá
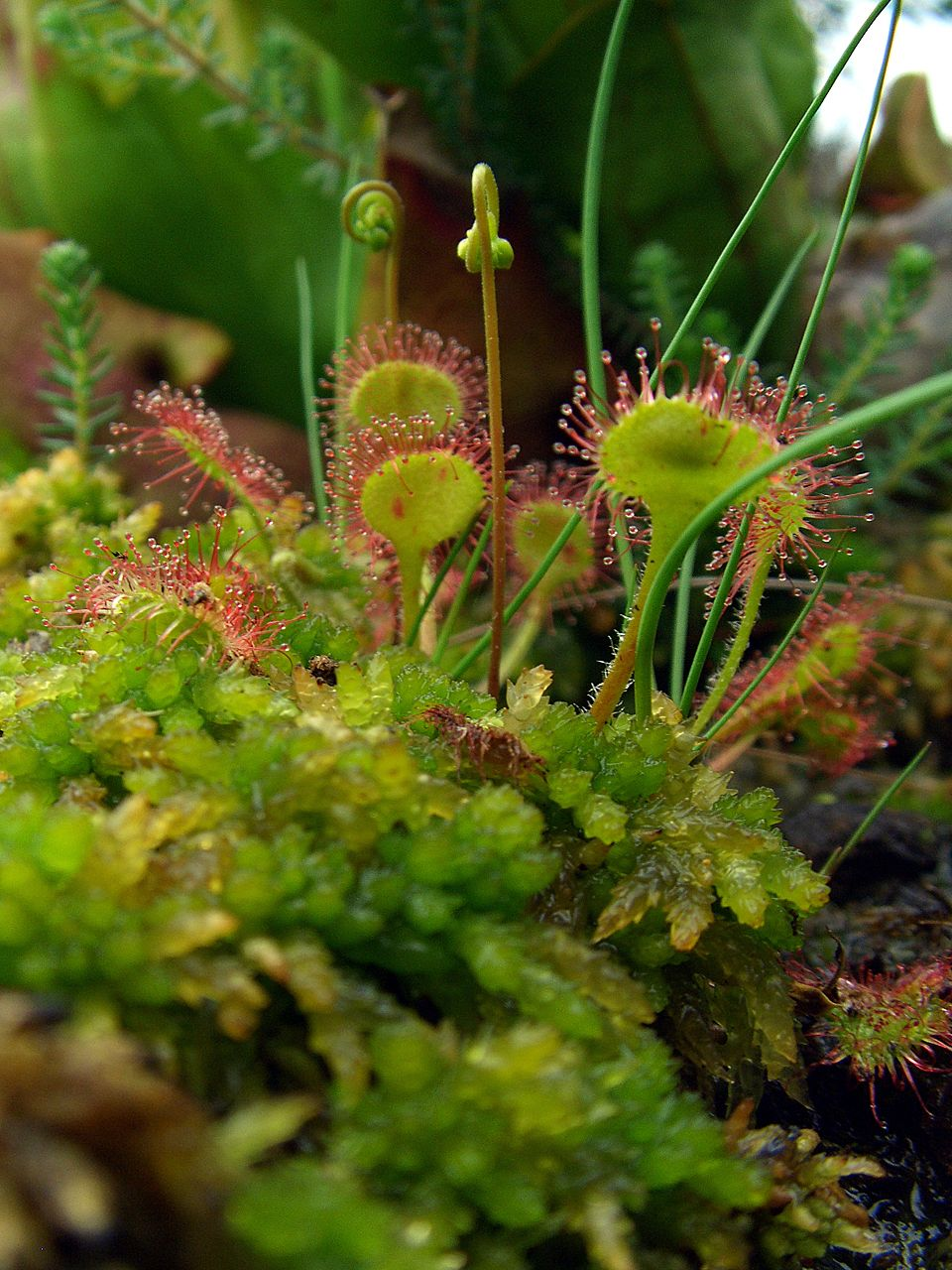
Rosnatka okrouhlolistá
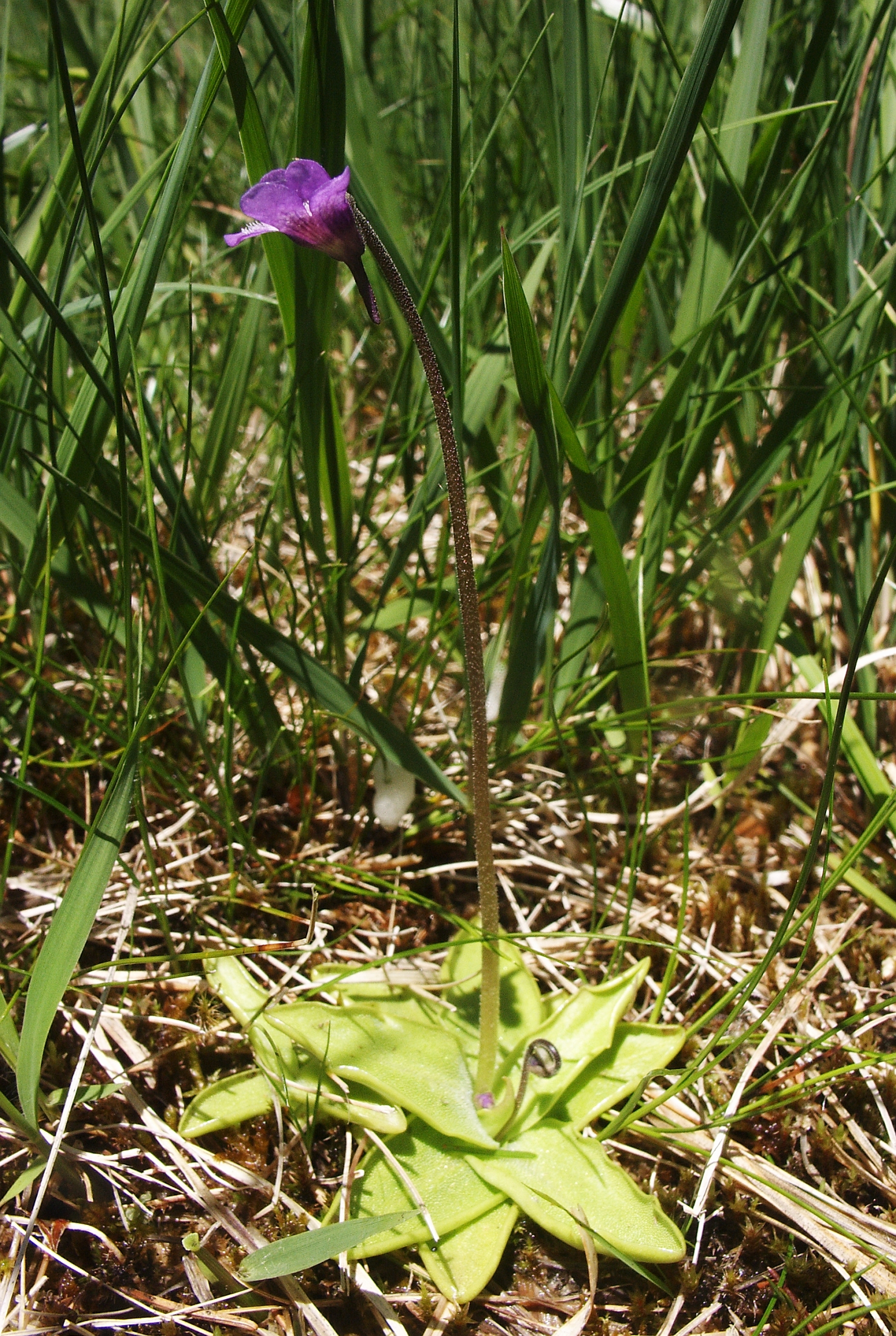
Tučnice obecná
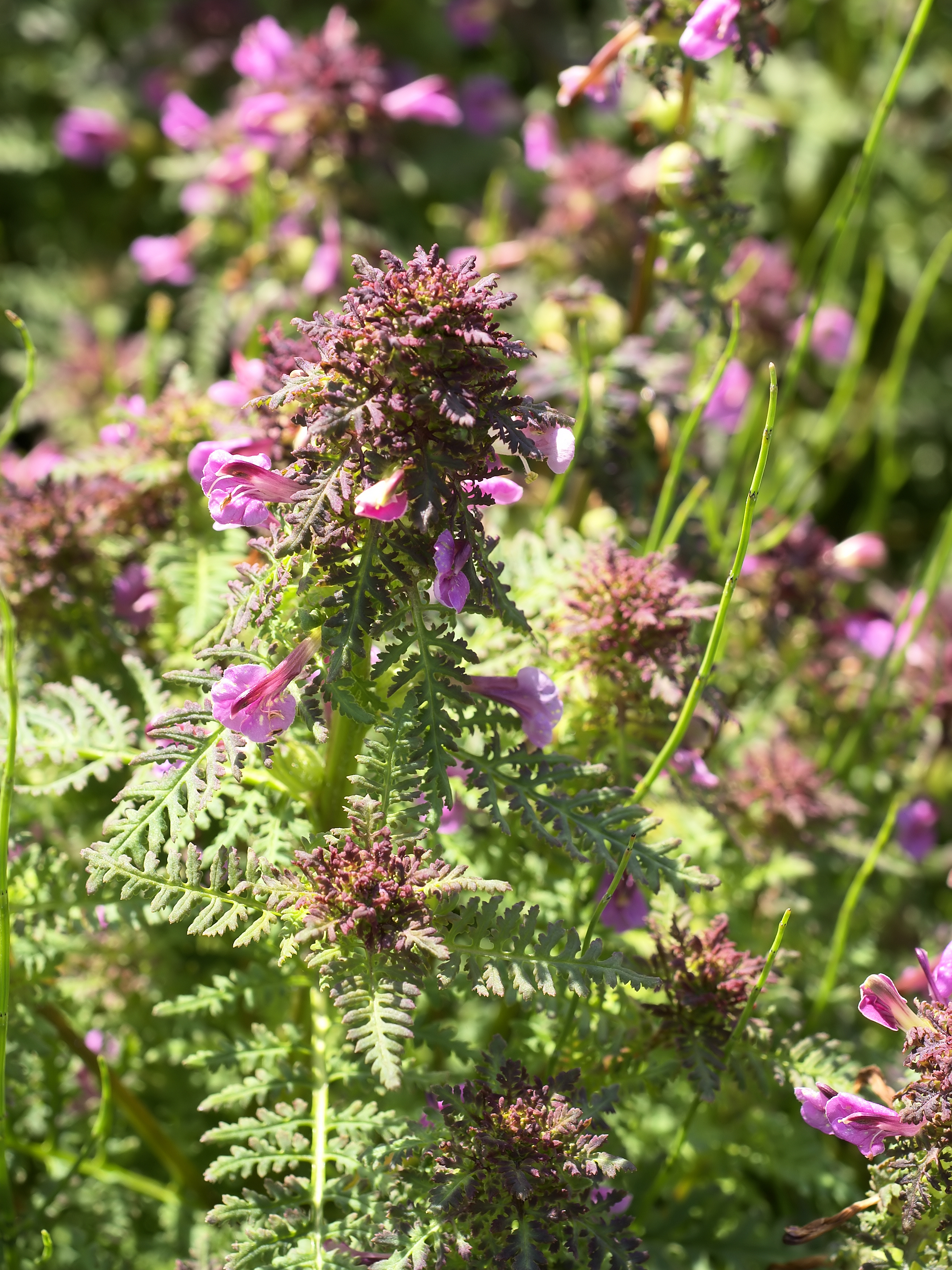
Všivec bahenní
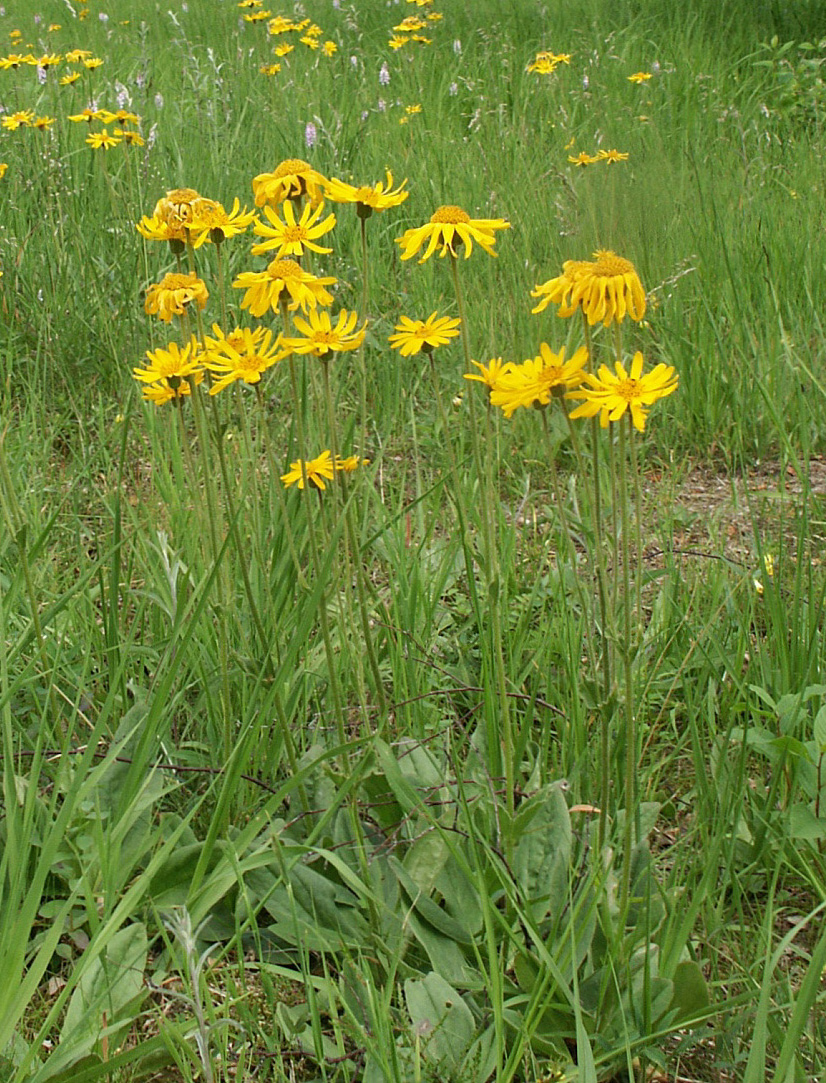
Prha arnika
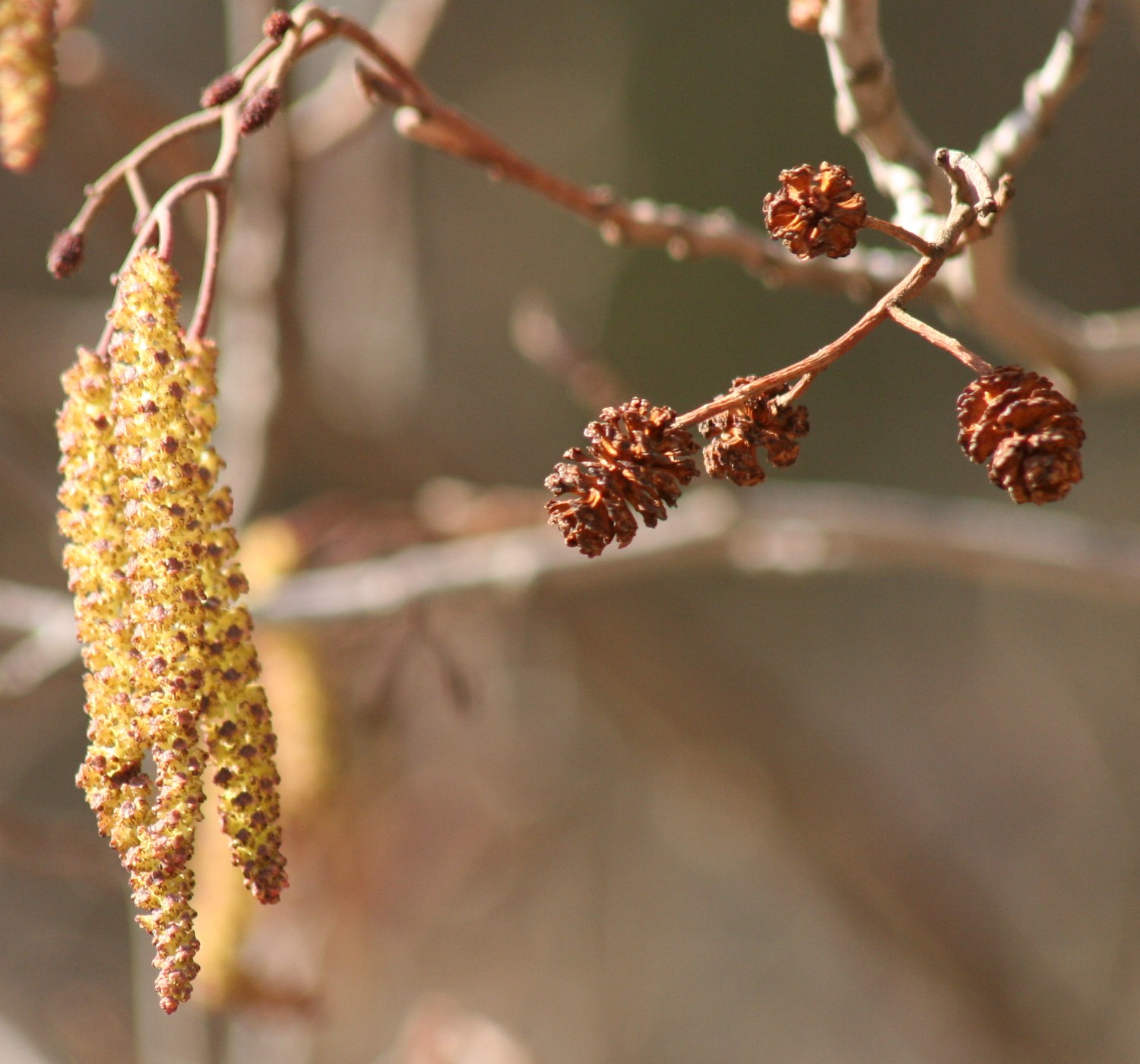
Olše lepkavá (květy)
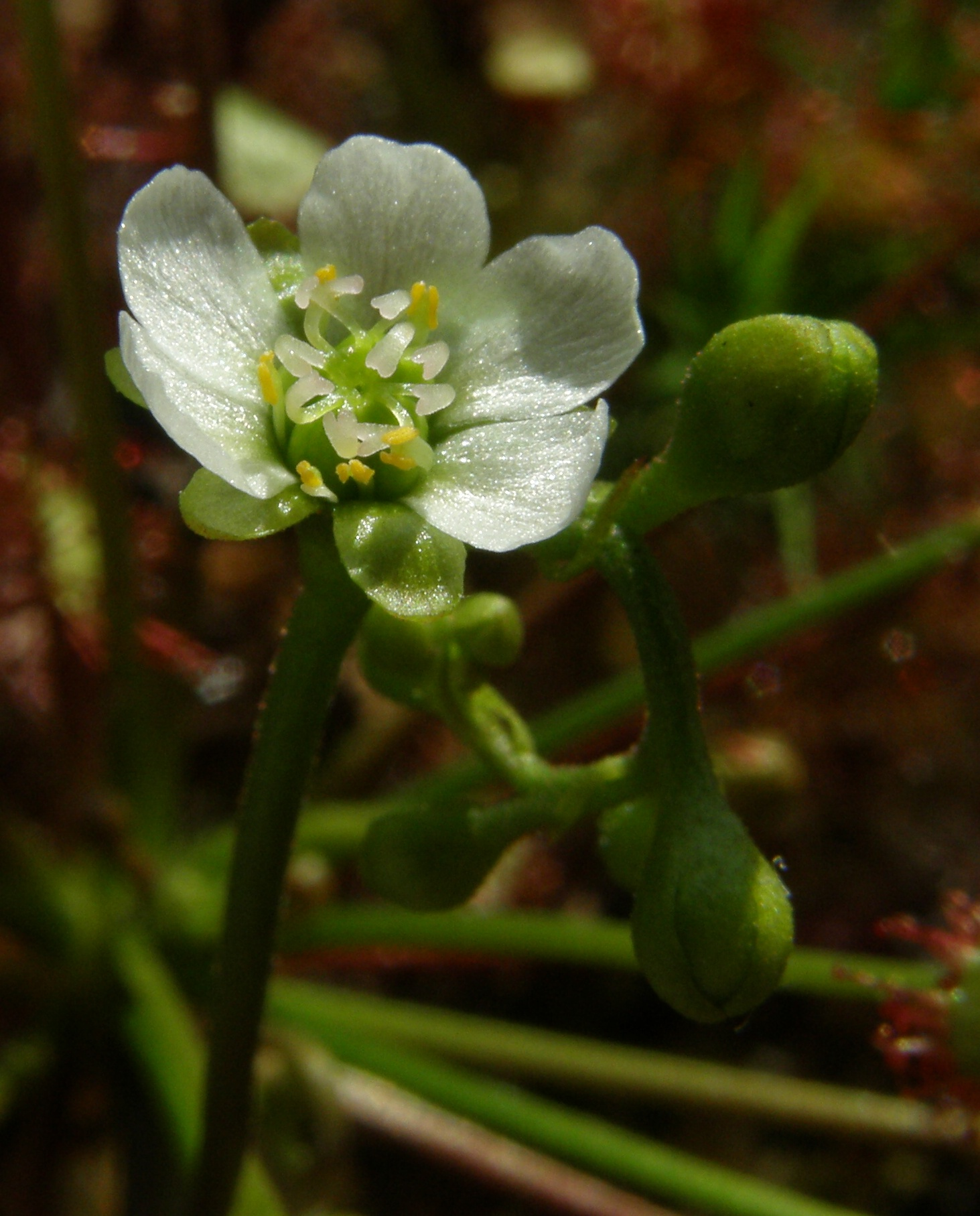
Rosnatka prostřední (květ)
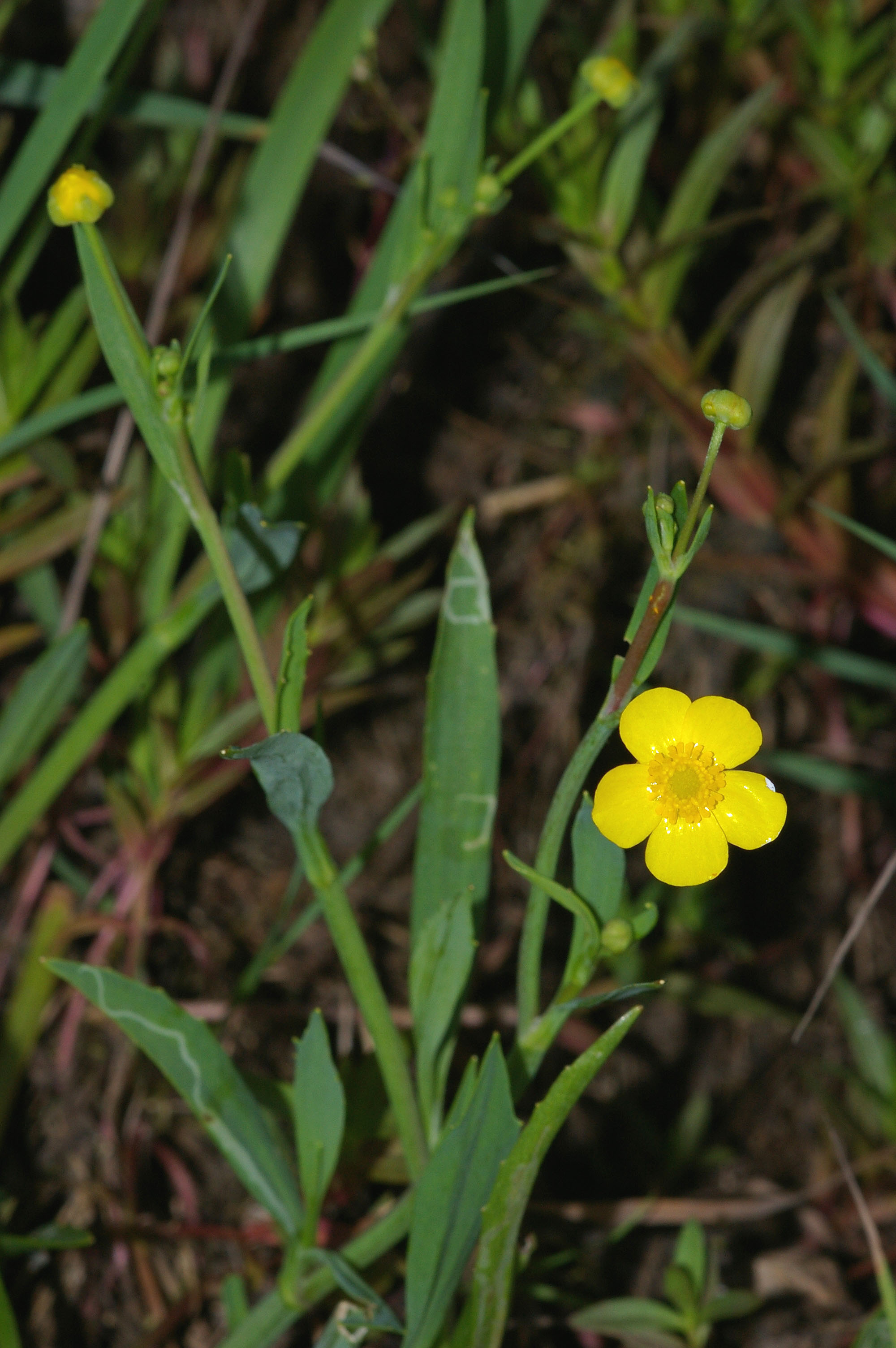
Pryskyřník plamének